# Cota (Kolumbia)
Cota – miasto w Kolumbii, w departamencie Cundinamarca.